# Joséphine de La Baume
Pour les articles homonymes, voir Baume.
Joséphine de La Baume, est une actrice, chanteuse et mannequin française née à Paris le 8 octobre 1984.

## Biographie
En 2009, Joséphine de La Baume apparaît au Lucernaire dans la pièce L'Une de l'Autre de Nadia Xerri-L et tourne dans La Princesse de Montpensier de Bertrand Tavernier (en compétition au festival de Cannes 2010) et Notre jour viendra de Romain Gavras,.
Au sein du groupe Singtank, qu'elle forme avec son frère Alexandre de La Baume, elle enregistre en 2011 un album réalisé par le producteur britannique Nellee Hooper.
Elle a participé au tournage d'une publicité vidéo de 2011 pour la marque de lingerie Agent Provocateur,, et on a pu[style à revoir] la voir sur les photos d'une campagne de publicité pour Zadig & Voltaire, et précédemment en photos dans un catalogue pour la marque espagnole Mango.
Elle joue le rôle de Joy dans le film Joy de V. réalisé par Nadia Szold (en).
Elle joue le rôle de Madeleine dans Johnny English, le retour avec Rowan Atkinson réalisé par Oliver Parker.
En 2012, elle joue dans Titanic, une mini-série britannique retraçant le naufrage du paquebot. Elle y interprète le rôle de Madame Aubart.
En 2015, elle joue le rôle de Clayborn dans la série Au service de la France.
Elle épouse le musicien anglais Mark Ronson le 2 septembre 2011 à Aix-en-Provence. Ils divorcent en 2017.
En 2018, elle déclare sur pleasemagazine.com être inspirée par des personnalités telles que notamment Simone Veil, Lauren Bacall, Kate Bush, Gena Rowlands et Catherine Ringer.

## Filmographie

### Cinéma
- 2010 : La Princesse de Montpensier de Bertrand Tavernier
- 2010 : Notre jour viendra de Romain Gavras
- 2011 : Un jour (One Day) de Lone Scherfig
- 2011 : Johnny English le Retour (Johnny English Reborn) d'Oliver Parker
- 2012 : Confession d'un enfant du siècle de Sylvie Verheyde
- 2012 : Kiss of the Damned d’Alexandra Cassavetes
- 2013 : Joy de V. de Nadia Szold (en)
- 2013 : Rush de Ron Howard
- 2013 : Quai d'Orsay de Bertrand Tavernier
- 2014 : Arrête ou je continue de Sophie Fillières
- 2014 : Listen Up Philip d' Alex Ross Perry
- 2015 : L'Échappée belle d'Émilie Cherpitel
- 2016 : Road Games d'Abner Pastoll
- 2017 : Hitman & Bodyguard (The Hitman's Bodyguard) de Patrick Hugues
- 2017 : Madame d'Amanda Sthers
- 2018 : Alien Crystal Palace d'Arielle Dombasle
- 2018 : L'amour est une fête de Cédric Anger
- 2020 : Anya (Waiting for Anya) de Ben Cookson
- 2020 : Éléonore d'Amro Hamzawi
- 2021 : Madame Claude de Sylvie Verheyde

### Télévision
- 2012 : Titanic (mini-série) dans le rôle de Léontine Aubart
- 2013 : Les Affaires des Autres (court-métrage) de Thibault Durand
- 2014 : The Missing
- 2015 : Au service de la France d'Alexandre Courtès (TV)
- 2023 : The New Look de Julia Ducournau

## Discographie
- 2011 : The Party EP de Singtank
- 2012 : In Wonder de Singtank
- 2014 : Cérémonies de Singtank
- 2017 : En retard avec Juniore